# Ácido betahidroxibutírico

Ácido ß-hidroxibutírico.

El ácido betahidroxibutírico (D-β-hidroxibutírico), o su forma ionizada, el D-β-hidroxibutirato, es uno de los cuerpos cetónicos siendo el cuerpo cetonico más reducido. Participa en el metabolismo energético anaerobio, reduciendo el piruvato (procedente de la glucólisis) para regenerar el NAD+ que, en presencia de glucosa, es el sustrato limitante de la vía glucolítica.
En vertebrados, algunos tejidos o tipos celulares, obtienen la mayor parte de su energía del metabolismo anaerobio (toda la energía en el caso de los eritrocitos, dado que carecen de mitocondrias).
El hígado de muchos vertebrados puede convertir enzimáticamente acetil-CoA, sobre todo cuando hay producción excesiva, en acetoacetato libre que es luego reducido a D-β-hidroxibutirato. Estos dos compuestos se transportan por la sangre a los tejidos periféricos donde pueden ser oxidados. El acetoacetato libre, se reduce enzimáticamente a D-β-hidroxibutirato por la enzima hidroxibutirato deshidrogenasa, que es una enzima ligada al NAD y que se halla localizada en la membrana interna mitocondrial; la reacción es la siguiente:
El sitio primario de formación de cuerpos cetónicos es el hígado y con menor grado de actividad, el riñón. El acetoacetato y el β-hidroxibutirato producidos por el hígado constituyen un excelente combustible para la respiración en otros tejidos, tales como el músculo cardíaco y el músculo esquelético, en particular cuando el aporte de glucosa es limitado (durante el ayuno) o su utilización ineficiente (deficiencia de insulina). Sin embargo, en estas condiciones, esos mismos tejidos pueden utilizar fácilmente ácidos grasos libres como fuente de energía.
- Datos: Q223092
- Multimedia: 3-Hydroxybutyric acid / Q223092